# Eccellenza Lazio 1992-1993
Il campionato italiano di calcio di Eccellenza regionale 1992-1993 è stato il secondo organizzato in Italia. Rappresenta il sesto livello del calcio italiano. Il campionato si è concluso con la vittoria del Fiumicino per il girone A e del Ferentino per il girone B, entrambi al loro primo titolo.
Tutte le squadre iscritte al campionato di Eccellenza, assieme a quelle iscritte al campionato di Promozione, hanno diritto a partecipare alla Coppa Italia Dilettanti Lazio.

## Stagione

### Aggiornamenti
- L'Alatri viene ripescato dalla Promozione a completamento di organici.

Di seguito i gironi composti dal Comitato Regionale Lazio.

## Girone A

### Squadre partecipanti
| Club                | Città (provincia)                   | Stagione precedente                                          |
| ------------------- | ----------------------------------- | ------------------------------------------------------------ |
| Aureliana Roma      | Roma                                | 8º posto in Eccellenza Lazio, Girone A                       |
| Sorianese           | Soriano nel Cimino (VT)             | ?° posto in Promozione Lazio, Girone A, promosso             |
| Fiumicino           | Fiumicino (RM)                      | 3º posto in Eccellenza Lazio, Girone A                       |
| Fregene             | Fregene di Fiumicino (RM)           | 12º posto in Eccellenza Lazio, Girone A                      |
| Guidonia            | Guidonia (RM)                       | 7º posto in Eccellenza Lazio, Girone A                       |
| La Staria Ornaro    | Ornaro di Torricella in Sabina (RI) | 13º posto in Eccellenza Lazio, Girone A                      |
| La Rustica Roma     | Roma                                | 7º posto in Eccellenza Lazio, Girone B                       |
| Monterotondo        | Monterotondo (RM)                   | 6º posto in Eccellenza Lazio, Girone A                       |
| Monterotondo Scalo  | Monterotondo (RM)                   | 5º posto in Eccellenza Lazio, Girone A                       |
| Monte Romano        | Monte Romano (VT)                   | 11º posto in Eccellenza Lazio, Girone A                      |
| Santa Marinella     | Santa Marinella (RM)                | 2º posto in Eccellenza Lazio, Girone A                       |
| Tivoli              | Tivoli (RM)                         | 14º posto in Campionato Interregionale, Girone F, retrocesso |
| Tor Lupara          | Roma                                | 10º posto in Eccellenza Lazio, Girone A                      |
| Tuscania            | Tuscania (VT)                       | 1º posto in Promozione Lazio, Girone A                       |
| Villalba Ocres Moca | Guidonia (RM)                       | 17º posto in Campionato Interregionale, Girone G, retrocesso |
| Vis Subiaco         | Subiaco (RM)                        | 9º posto in Eccellenza Lazio, Girone A                       |

### Classifica finale
Fonte:
|  | Pos. | Squadra             | Pt | G  | V  | N  | P  | GF | GS | DR  |
|  | ---- | ------------------- | -- | -- | -- | -- | -- | -- | -- | --- |
|  | 1.   | Fiumicino           | 44 | 30 | 17 | 10 | 3  | 50 | 21 | +29 |
|  | 2.   | Sorianese           | 41 | 30 | 16 | 9  | 5  | 43 | 18 | +25 |
|  | 3.   | Monterotondo        | 37 | 30 | 12 | 13 | 5  | 36 | 23 | +13 |
|  | 4.   | Monterotondo Scalo  | 37 | 30 | 14 | 9  | 7  | 47 | 34 | +13 |
|  | 5.   | Tivoli              | 35 | 30 | 11 | 13 | 6  | 36 | 24 | +12 |
|  | 6.   | Villalba Ocres Moca | 33 | 30 | 12 | 9  | 9  | 29 | 27 | +2  |
|  | 7.   | Fregene             | 32 | 30 | 11 | 10 | 9  | 27 | 33 | -6  |
|  | 8.   | Tuscania            | 30 | 30 | 9  | 12 | 9  | 32 | 30 | +2  |
|  | 9.   | La Staria Ornaro    | 30 | 30 | 6  | 18 | 6  | 26 | 26 | 0   |
|  | 10.  | Santa Marinella     | 29 | 30 | 9  | 11 | 10 | 32 | 32 | 0   |
|  | 11.  | Guidonia            | 28 | 30 | 6  | 16 | 8  | 26 | 23 | +3  |
|  | 12.  | Tor Lupara          | 27 | 30 | 8  | 11 | 11 | 31 | 38 | -7  |
|  | 13.  | Aureliana Roma      | 25 | 30 | 5  | 15 | 10 | 25 | 31 | -6  |
|  | 14.  | Vis Subiaco         | 23 | 30 | 6  | 11 | 13 | 28 | 38 | -10 |
|  | 15.  | Monte Romano        | 19 | 30 | 3  | 13 | 14 | 28 | 52 | -24 |
|  | 16.  | La Rustica Roma     | 10 | 30 | 2  | 6  | 22 | 17 | 63 | -46 |

Legenda:
      Promossa nel Campionato Nazionale Dilettanti 1993-1994.
      Retrocesse in Promozione 1993-1994.
Regolamento:
Due punti a vittoria, uno a pareggio, zero a sconfitta.
Note:
Il Monterotondo è stato poi ripescato nel Campionato Nazionale Dilettanti 1993-1994 a completamenti di organico.

## Girone B

### Squadre partecipanti
| Club                   | Città (provincia)               | Stagione precedente                                          |
| ---------------------- | ------------------------------- | ------------------------------------------------------------ |
| Alatri                 | Alatri (FR)                     | 2º posto in Promozione Lazio, Girone C, ripescato            |
| Aprilia                | Aprilia (RM)                    | 4º posto in Eccellenza Lazio, Girone B                       |
| Ceccano                | Ceccano (FR)                    | 5º posto in Eccellenza Lazio, Girone B                       |
| Ciampino               | Ciampino (RM)                   | 1º posto in Promozione Lazio, Girone B, promosso             |
| Ferentino              | Ferentino (FR)                  | 1º posto in Promozione Lazio, Girone C, promosso             |
| Fondi                  | Fondi (LT)                      | 2º posto in Eccellenza Lazio, Girone B                       |
| Macir Cisterna         | Cisterna di Latina (LT)         | 13º posto in Eccellenza Lazio, Girone B                      |
| Nuova Itri             | Itri (LT)                       | 3º posto in Eccellenza Lazio, Girone B                       |
| Palestrina             | Palestrina (RM)                 | 12º posto in Eccellenza Lazio, Girone B                      |
| Policassino            | Cassino (LT)                    | 16º posto in Campionato Interregionale, Girone H, retrocesso |
| Pro Cisterna           | Cisterna di Latina (LT)         | 10º posto in Eccellenza Lazio, Girone B                      |
| Romana Gas             | Roma                            | 8º posto in Eccellenza Lazio, Girone B                       |
| Stella Azzurra Porrino | Monte San Giovanni Campano (FR) | 6º posto in Eccellenza Lazio, Girone B                       |
| Tanas Primavalle Roma  | Roma                            | 4º posto in Eccellenza Lazio, Girone A                       |
| Vis Sezze              | Sezze (LT)                      | 11º posto in Eccellenza Lazio, Girone B                      |
| VJS Velletri           | Velletri (RM)                   | 9º posto in Eccellenza Lazio, Girone B                       |

### Classifica finale
Fonte:
|  | Pos. | Squadra                | Pt | G  | V  | N  | P  | GF | GS | DR  |
|  | ---- | ---------------------- | -- | -- | -- | -- | -- | -- | -- | --- |
|  | 1.   | Ferentino              | 42 | 30 | 17 | 8  | 5  | 47 | 19 | +28 |
|  | 2.   | Ciampino               | 39 | 30 | 14 | 11 | 5  | 26 | 16 | +10 |
|  | 3.   | VJS Velletri           | 38 | 30 | 14 | 10 | 6  | 44 | 21 | +23 |
|  | 4.   | Vis Sezze              | 38 | 30 | 12 | 14 | 4  | 37 | 18 | +19 |
|  | 5.   | Palestrina             | 37 | 30 | 12 | 13 | 5  | 33 | 19 | +14 |
|  | 6.   | Ceccano                | 36 | 30 | 14 | 8  | 8  | 46 | 30 | +16 |
|  | 7.   | Pro Cisterna           | 36 | 30 | 12 | 12 | 6  | 31 | 18 | +13 |
|  | 8.   | Macir Cisterna         | 31 | 30 | 9  | 13 | 8  | 41 | 28 | +13 |
|  | 9.   | Alatri                 | 29 | 30 | 10 | 9  | 11 | 21 | 18 | +3  |
|  | 10.  | Policassino            | 27 | 30 | 8  | 11 | 11 | 20 | 33 | -13 |
|  | 11.  | Tanas Primavalle Roma  | 27 | 30 | 9  | 10 | 11 | 27 | 41 | -14 |
|  | 12.  | Nuova Itri             | 26 | 30 | 7  | 12 | 11 | 18 | 22 | -4  |
|  | 13.  | Romana Gas             | 24 | 30 | 7  | 10 | 13 | 27 | 45 | -18 |
|  | 14.  | Aprilia                | 23 | 30 | 8  | 7  | 15 | 26 | 37 | -11 |
|  | 15.  | Fondi                  | 14 | 30 | 1  | 12 | 17 | 18 | 46 | -28 |
|  | 16.  | Stella Azzurra Porrino | 12 | 30 | 3  | 6  | 21 | 12 | 63 | -51 |

Legenda:
      Promossa nel Campionato Nazionale Dilettanti 1993-1994.
      Retrocesse in Promozione 1993-1994.
Regolamento:
Due punti a vittoria, uno a pareggio, zero a sconfitta.